# Кримска Народна Република
Кримска Народна Република (кримскотатарски језик: Qırım Halq Cumhuriyeti; руски: Крымская народная республика) била је краткотрајна независна држава која је постојала на подручју Крима крајем 1917. и почетком 1918. године.
Настала је у хаосу након Октобарске револуције, односно распада бившег Рускога царства. Основали су је 26. новембра 1917. године представници скупштине кримских муслимана, односно кримско-татарског Курултаја на челу с муфтијом Номаном Челебициханом, прогласивши Крим независном државом.
Нова држава је ступила у контакт с Централном радом Украјине затим су се Кримска Народна Република и новооснована Украјинска Народна Република међусобно признале. Нова власт се, међутим, упркос декларацији о једнакости свих грађана, готово у потпуности ослањала на Кримске Татаре, који су и тада чинили мањину кримског становништва. Насупрот томе, главно средиште Севастопољ већ је тада био снажно упориште присталица Октобарске револуције, односно бољшевика и анархиста који су уживали подршку међу морнарима Црноморске флоте.
Дана, 24. јануара 1918. године, снаге Кримске Татарске Републике кренуле су у покушај освајања Севастопоља, али су у следећа два дана поражене, а што је бољшевицима омогућило да врло брзо заузму цело полуострво. Челебицихан је био заробљен и убрзо након тога стрељан, а бољшевици су на Криму основали Совјетску Социјалистичку Републику Тауриду. И она је, међутим, била кратког века, јер су за само три месеца немачке трупе заузеле полуострво и формирале тзв. Кримску земаљску владу.